# Kobelwitz
Kobelwitz, polnisch Kobylice, ist ein Ort in der Landgemeinde Czissek (Cisek) im Powiat Kędzierzyńsko-Kozielski der Woiwodschaft Opole (Oppeln) in Polen.

## Geographie
Kobelwitz liegt fünf Kilometer nordwestlich von Czissek, fünf Kilometer südwestlich von Kędzierzyn-Koźle und 43 Kilometer südöstlich von Opole (Oppeln).

## Geschichte

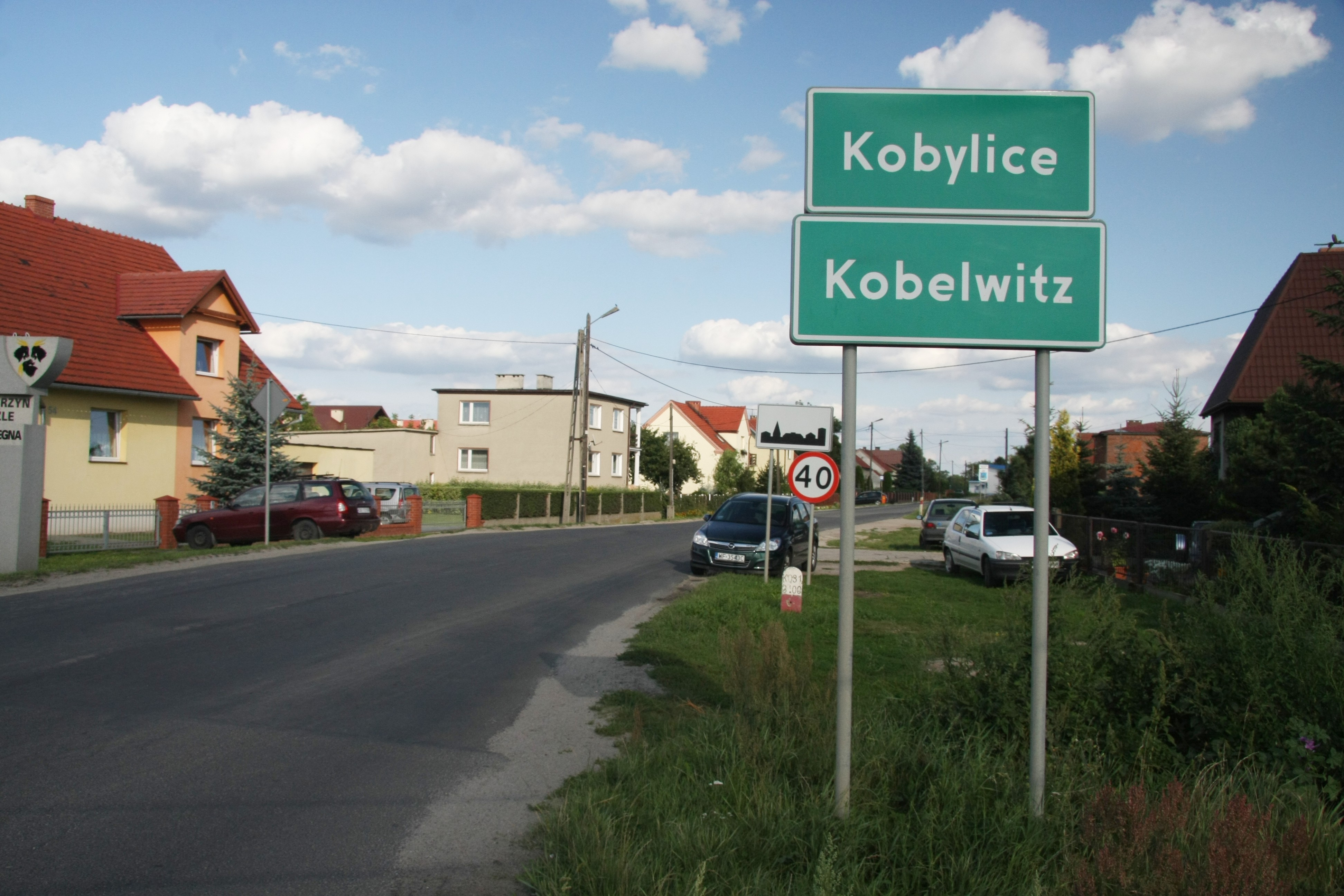
Ortseingang von Kobelwitz

Der Ort wurde 1300 erstmals urkundlich als Cobilitz erwähnt.
Bei der Volksabstimmung am 20. März 1921 stimmten 283 Wahlberechtigte für einen Verbleib bei Deutschland und 53 für Polen. Kobelwitz verblieb beim Deutschen Reich. Bis 1945 befand sich der Ort im Landkreis Cosel.
1945 kam der bisher deutsche Ort unter polnische Verwaltung, wurde in Kobylice umbenannt und der Woiwodschaft Schlesien angeschlossen. 1950 wurde Kobelwitz Teil der Woiwodschaft Oppeln und 1999 des wiedergegründeten Powiat Kędzierzyńsko-Kozielski. Am 11. Oktober 2007 erhielt der Ort zusätzlich den amtlichen deutschen Ortsnamen Kobelwitz, im September 2008 wurden zweisprachige Ortsschilder aufgestellt.

## Vereine
- Deutscher Freundschaftskreis